# Philippine Football Federation
Philippine Football Federation (oficjalny skrót PFF) – ogólnokrajowe stowarzyszenie piłkarskie, posiadające osobowość prawną, działające na terytorium Filipin, będące jedynym prawnym reprezentantem filipińskiej piłki nożnej (również halowej, plażowej zarówno mężczyzn, jak i kobiet we wszystkich kategoriach wiekowych) w kraju oraz za granicą.

## Historia
Federacja została utworzona w 1907 jako Philippine Amateur Football Association (PAFA) i wstąpiła do FIFA w 1930 roku. W 1954 roku była jednym z dwunastu krajów założycieli Azjatyckiej Konfederacji Piłkarskiej (AFC). W 1961 przekształcono ją w Philippine Football Association (PFA), a w 1982 ostatecznie przybrana została obecna nazwa: Philippine Football Federation. Obecne statuty uchwalone zostały w 2007 roku.

## Struktura i członkostwo
Federacja zrzesza 38 regionalnych stowarzyszeń piłkarskich z całego kraju – z Luzonu, Visayas i Mindanao. W strukturach członkowskich znajdują się także profesjonalne kluby jak Kaya–Iloilo, Stallion Laguna czy United City FC, które również pełnią rolę regionalnych przedstawicieli PFF.

## Organy zarządzające
Podstawowym organem federacji jest Kongres, zebrany zwykle raz w roku. Zarząd składa się z prezydenta i zastępców. W listopadzie 2023 roku John Anthony Gutierrez został wybrany prezydentem PFF na kadencję 2023–2027, zastępując Mariano Aranetę, który pełnił tę funkcję od 2010 roku. Organem wykonawczym zajmuje się kilkunastoosobowy komitet wykonawczy reprezentujący każdą część kraju.